# ILLIAC I

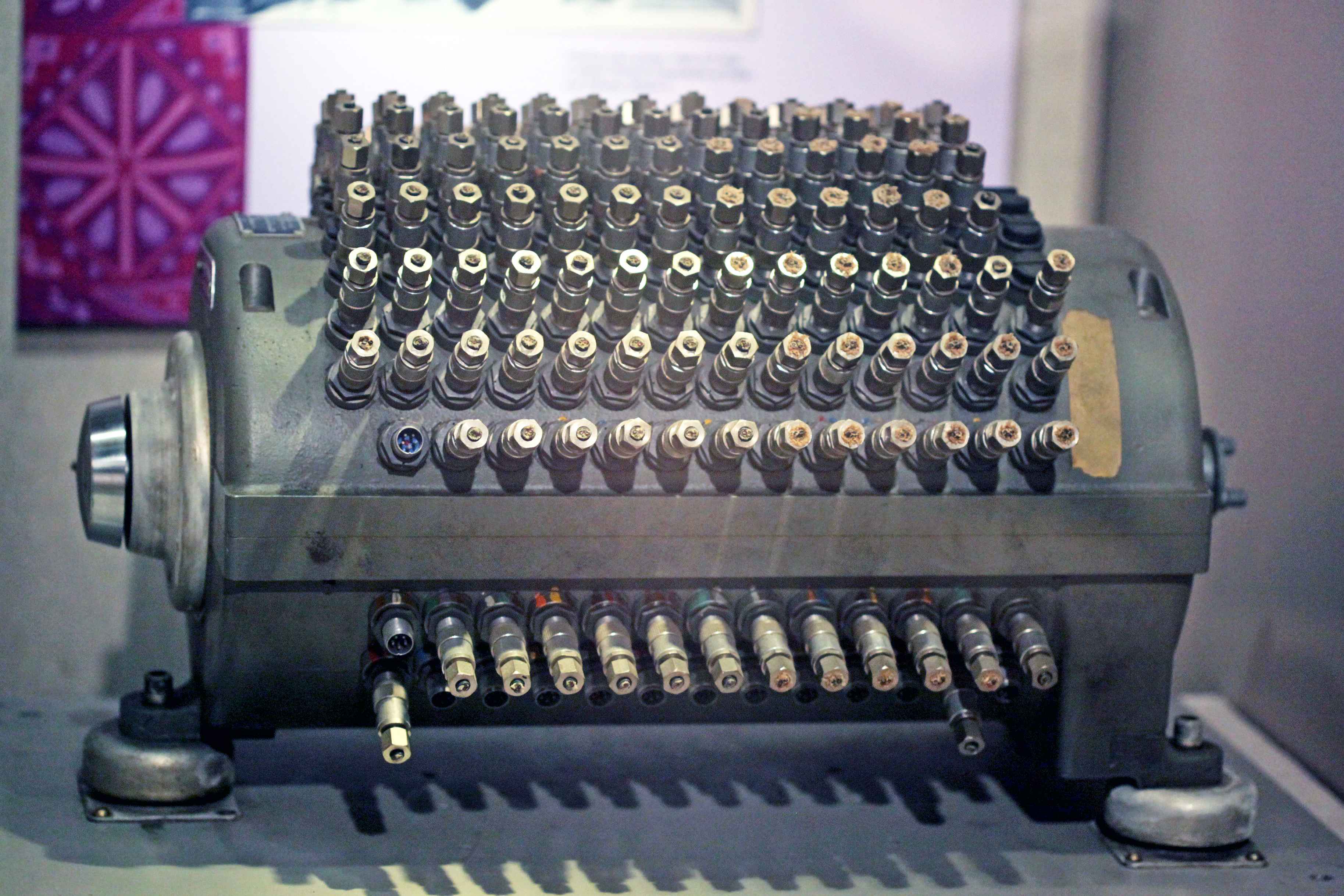
Блок пам'яті комп'ютера ILLIAC I. експонат музею Spurlock Museum.

ILLIAC I (англ. Illi nois A utomatic C omputer, укр. Іллінойський автоматичний комп'ютер) — ранній комп'ютер, побудований в 1949—1952 рр. в Іллінойському університеті за договором з лабораторією балістичних досліджень Армії США, на кошти з федерального бюджету . Комп'ютер експлуатувався з 1952 по 1962 роки

## Історія створення і експлуатації
Машина створювалася в період найбільшої інтенсифікації військових дій в ході Корейської війни, на кошти, отримані від Армії США на розробку балістичних обчислювачів .
ILLIAC I слідував архітектурі IAS-машини, розробленої Джоном фон Нейманом і описаної в його роботі «Перший проект звіту про EDVAC». На відміну від інших комп'ютерів того часу ILLIAC I і ORDVAC були ідентичними копіями з однаковим дизайном, так що програми одного комп'ютера могли виконуватися на іншому. У комп'ютері використовувалося 2 800 електронних ламп, його розміри становили 3 м х 0,6 м х 2.6 метра, важив він 5 тонн. Для свого часу ILLIAC I був дуже потужним.
Оскільки середній термін роботи електронної лампи в ILLIAC I становив один рік, кожен день комп'ютер зупиняли для профілактики, під час якої старі лампи замінялися на нові, щоб поліпшити стабільність комп'ютера. Вчені, які приїжджали з Японії, допомагали вченим Іллінойсського університету в роботі на ILLIAC і ORDVAC. Повернувшись до Японії на основі свого досвіду вони побудували перший японський комп'ютер фон-неймановської архітектури MUSASINO-1 .
ILLIAC I закінчив свою роботу в 1962 році, коли йому на зміну прийшов комп'ютер ILLIAC II.

## Інновації
- 1955 — композитор Леджарен Хіллер у співпраці з Леонардом Ісааксоном[en] використовували ILLIAC I для написання Illiac Suite (Сюїти для ILLIAC) — одного з перших випадків використання комп'ютера для написання музики.

- 1957 — Математик Дональд Б. Гілліс, фізик Джеймс Е. Снайдер, і астрономи Джордж К. Маквітті, С. П. Ваятт, Іван Р. Кінг і Джордж В. Свенсон Іллінойського університету використовували ILLIAC I для обчислення орбіти Супутника-1, витративши на це два дні.

- 1960 — Перша версія комп'ютерної освітньої системи PLATO була реалізована на ILLIAC I командою програмістів на чолі з Дональдом Бітцером. Система була розрахована на одного користувача. На початку 1961 року Версія 2 дозволяла працювати одночасно двом користувачам.